# Liam Finn
Liam Mullane Finn (Melbourne, 24 september 1983) is een Nieuw-Zeelands muzikant en singer-songwriter. Hoewel geboren in Australië, verhuisde hij als kind naar Nieuw-Zeeland. Hij is de oudste zoon van Neil Finn (van Split Enz en Crowded House) en Sharon Finn.

## Biografie
In 2006 werkte hij mee aan het muziekproject 7 Worlds Collide.
Liam en zijn vader Neil coverden het nummer "Two of Us" van The Beatles voor de soundtrack van de film I Am Sam. Sinds de reünie van Crowded House is hij tevens lid van die band als ze op tournee zijn.
Bekend als frontman van de Nieuw-Zeelandse band Betchadupa bracht Finn in 2007 zijn solodebuut I'll Be Lightning uit, waarin hij zich uitlaat over zijn ervaringen in Londen. Hij nam het album compleet analoog op in de Roundhead Studios, de studio van zijn vader in Auckland. Live wordt hij bijgestaan door back-upvocalist en multi-instrumentalist Eliza-Jane Barnes (vaak afgekort benoemd als EJ, dochter van Jimmy Barnes). In deze bezetting trad hij op bij David Letterman.
Finn toerde in de herfst van 2008 door Europa met de bluesrockformatie The Black Keys.
Eind 2008, begin 2009 werkte hij wederom mee aan de tweede editie van 7 Worlds Collide. Finn trad in 2009 op op het Bevrijdingsfestival in Groningen, alsmede op All Tomorrow's Parties.
Later in het jaar bracht hij een minialbum uit, waarop ook EJ voor het eerst te horen is.
Finn trad al vanaf 2016 op met Crowded House, de band van zijn vader. Vanaf 2019 maakte hij formeel deel uit van de nieuwe bezetting van deze band.

## Instrumentarium en speltechniek
Finn is met name bekend vanwege zijn liveoptredens, waarbij hij de ingetogen singer-songwriter liedjes omvormt tot een meer experimentele vorm van muziek. Hij werkt met een loop station, waarbij hij in lagen live zijn muziek overdubt en regelmatig tijdens het nummer van muziekinstrument wisselt. De loop loopt door waarbij hij bijvoorbeeld van gitaar overstapt op drums of andersom. Naast zijn hoofdinstrumenten de elektrische gitaar en het drumstel maakt hij ook gebruik van allerlei experimentele muziekinstrumenten zoals een theremin en een 24-snarige elektrische cimbalom.

## Discografie

### Albums
- I'll Be Lightning (2007)
- Champagne in Seashells (2009)
- The Nihilist (2014)

### Livealbums
- Live (in Spaceland) (2008), Spaceland Recordings
- Live from The Wiltern (2008), Yep Roc Records